# 세메르케트
세메르케트는 이집트 제1왕조의 7대 파라오이며, 호루스 이름으로 "사려깊은 친구"라는 뜻이다.
그는 선왕인 아네지브의 아들은 아니었던 것으로 보인다. 사카라 석판의 연대표에는 세메르게트의 빠져 있으며, 아네지브의 이름이 적혀있던 꽃병 등의 유물 들에서 아네지브의 이름이 지워진 것으로 볼때, 오히려 갈등 관계에 있었던 것으로 보인다.
마네토는 그의 치세 동안 많은 재난이 닥쳤다고 기록하고 있다.
마네토에 따르면 18년, 팔레르모 석에 따르면 9년을 다스렸다. 선왕인 아네지브의 무덤은 아비도스에 있는 왕릉 중에서 가장 초라하지만 세메르케트의 무덤인 '무덤U'는 선왕에 비해 규모와 건축자재, 기술 면에서 훨씬 뛰어나다.

## 참고 문헌
- 피터 클레이턴(Peter Clayton) 저, 정영목 역, 《파라오의 역사》, 까치, 2004

| 전임 아네지브 | 이집트 제1왕조 제7대 파라오 9년 혹은 18년 | 후임 카아 |